# Simon Sabiani

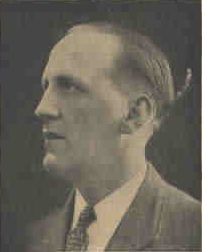
Simon Sabiani 1934

Simon Pierre Sabiani (* 14. Mai 1888 in Casamaccioli; † 29. September 1956 in Barcelona) war ein französischer Politiker. Er wurde im Ersten Weltkrieg ausgezeichnet, schloss sich danach der französischen kommunistischen Partei an, wechselte später zur faschistischen Parti populaire français, kollaborierte im Zweiten Weltkrieg mit dem Dritten Reich und wurde aus diesem Grund in Abwesenheit zum Tode verurteilt.

## Leben

### Frühe Jahre und Erster Weltkrieg
Simon Sabiani war der Sohn eines Kleingrundbesitzers aus Niolo, der bergigsten Region Korsikas, der die aus Cervione stammende Lehrerin Marie-Ignace Casalta geheiratet hatte. 1906 legte Sabiani, der als „turbulenter, unruhiger, intelligenter Schüler mit wenig Neigung zur Arbeit“ beschrieben wurde, sein Abitur ab. Er kam in Kontakt mit sozialisten Aktivisten und Ideen.
Er zog 1907 nach Marseille und nahm danach ein juristisches Studium an der Fakultät von Aix-en-Provence auf. Aus Gesundheits- und finanziellen Gründen musste er dieses abbrechen. Zurück in Marseille übte er verschiedene Berufe aus. Politisch schloss er sich Jean-Baptiste Amable Chanot,  dem Bürgermeister von Marseille, und damit politisch der Rechten an.
Er nahm am Ersten Weltkrieg teil und wurde im 15. Armeekorps in das 112. Linieninfanterieregiment aufgenommen. Im Juni 1915 verlor er ein Auge im Bois de la Gruerie, nachdem er innerhalb von sechs Stunden sechs Gegenangriffe gegen den Feind geführt hatte. Er wurde von seinen Kameraden „Le Lion de Argonne“ (Der Löwe von L’Argonne) und „Le Bayard Corse“ genannt, erhielt vier Erwähnungen in der Armeeordnung, wurde auf dem Schlachtfeld mit der Ehrenlegion ausgezeichnet, erhielt die Militärmedaille und das Kriegskreuz mit 4 Palmen und 2 silbernen Sternen.
Sabiani hatte sechs Geschwister, von denen drei im Ersten Weltkrieg starben. Er selbst verlor 1915 bei Douaumont sein rechtes Auge, was ihm den Spitznamen „U Guercho“ (Der Einäugige) einbrachte. Danach musste er ein Glasauge tragen. Später war er noch als Militärausbilder in Toulon tätig, bever er sich pazifistischen Ideen öffnete.

### Zwischenkriegszeit
Seit April 1916 war er mit Pasquine Julie Agostini, der Tochter eines Stadtrats von Bastia, verheiratet; aus der Ehe gingen drei Kinder hervor. Er kehrte nach Marseille zurück und gründete ein Handelsunternehmen (Import-Export).
Danach trat Simon Sabiani verschiedenen sozialistischen Organisationen bei. Zunächst war er Mitglied der Section française de l’Internationale ouvrière (SFIO, die führende sozialistische Partei dieser Zeit in Frankreich). Bereits 1919 befehligte er Schlägertrupps, die bei Wahlveranstaltungen der Rechten Unruhe stifteten und zum Beispiel Léon Daudet daran hinderten, in Marseille zu sprechen. Er schloss sich eine Zeit lang der PCF an.
Er wurde 1925 zum Generalrat des Départements Bouches-du-Rhône und 1928 mit Unterstützung der PCF zum Abgeordneten gewählt, da der kommunistische Kandidat im zweiten Wahlgang zu seinen Gunsten zurücktrat und er so den bisherigen Kandidaten, ein Mitglied der SFIO, verdrängen konnte. Er hatte sich nämlich allen Klauseln des von der PCF angeführten Wahlbündnisses, dem Bloc ouvrier et paysan (Arbeiter- und Bauernblock), angeschlossen – abgesehen von derjenigen, die „die Verteidigung der UdSSR gegen jeden imperialistischen Angriff“ befürwortete.
Von 1929 bis 1935 wurde er erster Stellvertreter des Bürgermeisters von Marseille. 1931, nach dem Tod von Siméon Flaissières, war zwar Georges Ribot Bürgermeister, doch Sabiani beherrschte die Stadt.
Sabiani wurde immer nationalistischer und wurde im Januar 1931 aus der von Paul Louis geführten Parti d’unité prolétarienne ausgeschlossen, in der Sabianis Parti d'action socialiste aufgegangen war. Einer der Gründe für seinen Ausschluss war seine Teilnahme an der Demonstration am 11. November in Begleitung offizieller Persönlichkeiten sowie an einer militaristischen Versammlung, auf der er eine chauvinistische Rede gehalten haben soll. Trotz dieses Ausschlusses wurde er 1932 mit 51,8 % der Stimmen erneut zum Abgeordneten gewählt und erhielt dabei die Unterstützung eines Teils der Rechten, die gegen den Kandidaten der SFIO war. Die rechte Fédération républicaine zog sogar ihre Unterstützung für ihren Kandidaten zurück, um der SFIO entgegenzuwirken. Da er sich Jacques Doriot annäherte, der sich von der PCF abspaltete, gab er am 31. März 1934 bei einer politischen Versammlung im Alcazar in Marseille die Parole aus: „Weder links noch rechts: Frankreich zuerst!“

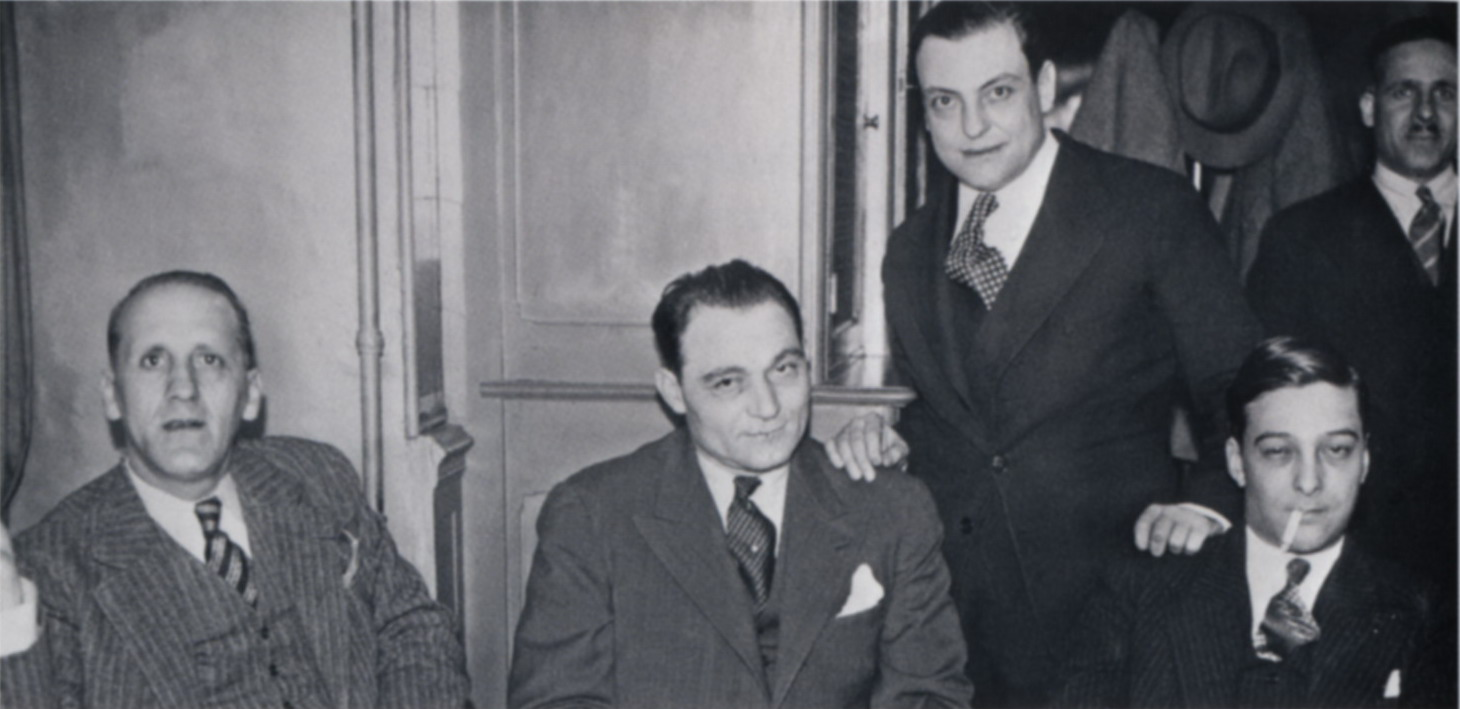
Simon Sabiani, Paul Carbone und François Spirito

Er war eng mit zwei Unterweltbossen der damaligen Zeit befreundet, François Spirito und Paul Carbone. Als 1934 die Stavisky-Affäre aufflammte, beschuldigte Inspektor Bonny Carbone, Spirito und Gaëtan de Lussats des Mordes an Albert Prince, einem Berater am Pariser Berufungsgericht. Die drei Männer, die schnell von der Anklage befreit wurden, wurden von Sabiani mithilfe von Plakaten, die in der Stadt aufgehängt wurden, unterstützt. Durch seine Beziehungen zog er die Stadt in den Klientelismus und die Korruption hinein.
Einerseits positionierte er sich in dieser Zeit immer weiter rechts, andererseits trat er der Ligue Internationale Contre le Racisme et l’Antisémitisme (Internationale Liga gegen Rassismus und Antisemitismus) bei.
Am 27. Juli 1936 kündigte er vor 15.000 Menschen seinen Beitritt zur Parti populaire français (PPF) von Jacques Doriot an und wurde Mitglied des politischen Büros dieser Partei. Drei Tage zuvor hatte die Parti social français (PSF) von Colonel de La Rocque 40.000 Menschen versammelt.
Er stand ab 1936 an der Spitze der lokalen Sektion der PPF. Zu seinen Freunden und Wahlhelfern gehörten die Figuren des Marseiller Milieus: die späteren kollaborierenden Gangster Paul Carbone und François Spirito sowie der spätere Gangster der Résistance Antoine Guérini. Sabiani systematisierte den in Marseille bereits weit verbreiteten Wahlbetrug, der im Übrigen zu einer Wahlenthaltung von bis zu 50 % führte, während er die Banden von Carbone und Kompagnons, die in „proletarische Falangen“ umbenannt wurden und sich aus Seeleuten, Hafenarbeitern sowie Arbeitslosen zusammensetzten, zu einer regelrechten faschistischen Miliz organisierte.

### Zweiter Weltkrieg und Exil
Dann kam der Krieg, die totale Kollaboration als Vorstandsmitglied der PPF und der Tod seines Sohnes François Sabiani. Der 20-jährige Jurastudent François Sabiani, schloss sich der Légion des volontaires français contre le bolchévisme (Legion der französischen Freiwilligen gegen den Bolschewismus, LVF) an. In seinem Buch Et j'ai cassé mon fusil (Und ich zerbrach mein Gewehr), schreibt Jean-Baptiste Emmanuelli, dass er selbst auf Wunsch von François Sabianis Mutter in die LVF eintrat, mit dem Auftrag, ihren Sohn davon zu überzeugen, diese Organisation zu verlassen. François Sabiani wurde in den Orden der Legion aufgenommen: „Hatte eine hohe Auffassung von seiner Pflicht. Hatte sich am 29. Mai 1942 während einer Aufklärungspatrouille durch seine Ruhe und seine Missachtung der Gefahr ausgezeichnet. Wurde am 2. Juni 1942 bei der Ausführung eines Verbindungsauftrags tödlich verwundet“.
Am 5. August 1942 wurde Sabiani zusammen mit Paul Carbone in Marseille wegen des möglichen Mordes an zwei Frauen und der Erschießung von fünf weiteren Personen während des Marsches am Nationalfeiertag einen Monat zuvor verhaftet. Während des Krieges arbeitete er als Informant für die Gestapo.
Danach kam die Flucht zur Exilregierung des Vichy-Regimes in Sigmaringen im August 1944 und dann nach Italien, während er am 1. Dezember 1945 vom Gerichtshof in Marseille in Abwesenheit wegen Kollaboration mit dem Feind zum Tode verurteilt wurde, sowie zur nationalen Degradierung und zur Konfiszierung seines gesamten Besitzes. Sabiani floh nach Buenos Aires, wo er sich sechs Jahre lang aufhielt. 1953 kehrte er offenbar nach Europa zurück und versteckte sich in Barcelona. Laut Saint-Paulien soll er in jenem Jahr sogar nach Korsika geschmuggelt worden sein, um seine Mutter wiederzusehen.
Simon Sabiani starb unter dem Pseudonym Pedro Multedo in einer Klinik in Barcelona und wurde auf Korsika in seinem Heimatdorf beerdigt. Er hinterließ handschriftliche Notizen aus dem Exil und einen 1954 auf Schallplatte aufgenommenen Appell an die Franzosen.

## Werke
- Colère du peuple, Les Œuvres Françaises, 1936 (Vorwort Jacques Doriot).
  - Neuauflage 1937, FeniXX réédition numérique.[17]
- La Vérité sur l’attentat de Marseille, Grandes Conférences des Ambassadeurs, 1934.